# Matlab Bazar
Matlab Bazar est une ville du Bangladesh de plus de 54 000 habitants.